# Kellen

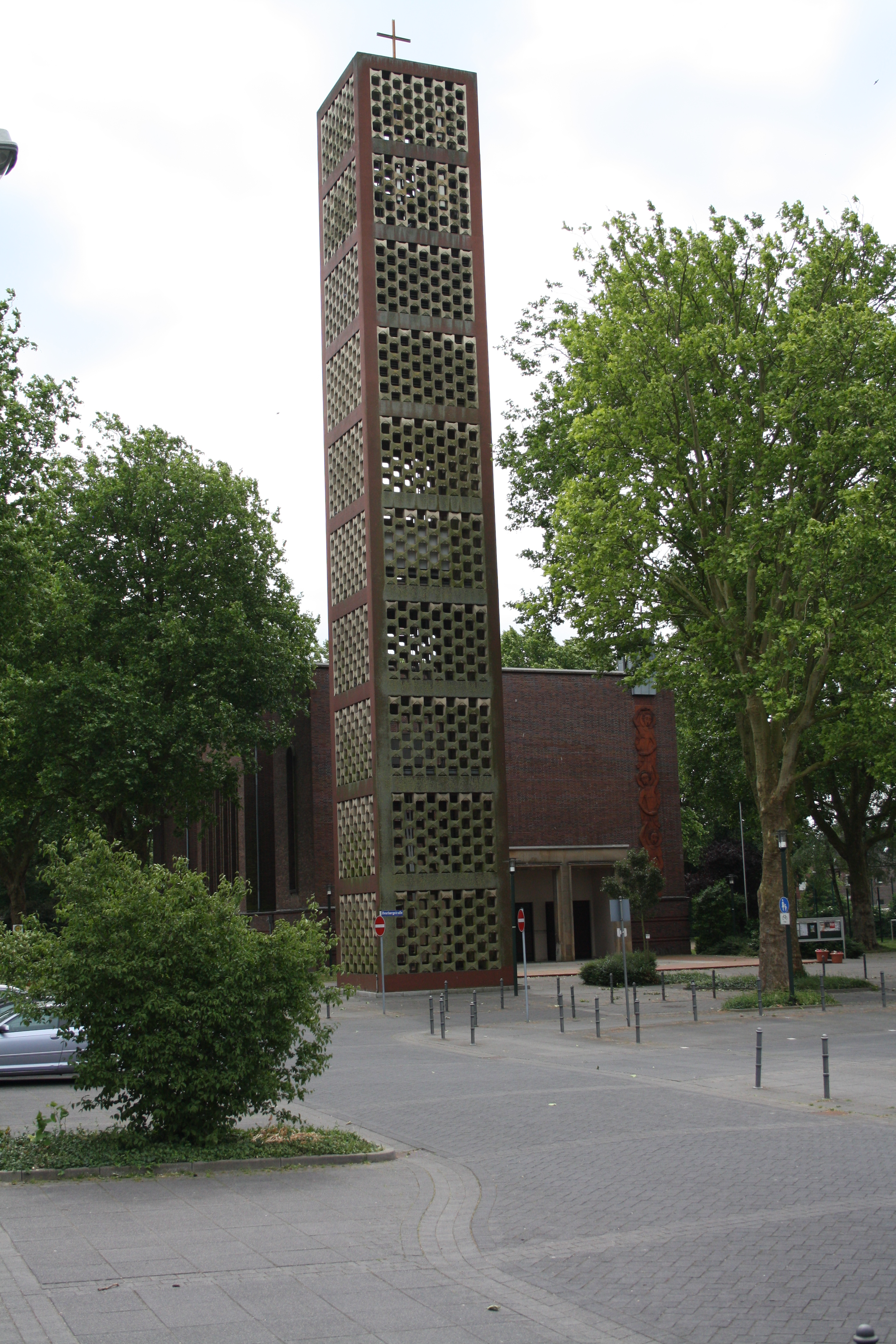
Neue Kirche Kellen

Kellen ist neben Materborn der größte außerhalb der Kernstadt gelegene Stadtteil von Kleve am unteren Niederrhein in Nordrhein-Westfalen.
Der Ort hatte 7566 Einwohner am 31. Dezember 2015. Die Gesamtfläche des Ortes beträgt 11,25 km². Kleve und Kellen gehen mit ihrer Bebauung ineinander über. Mitten durch den Ortsteil verlaufen die Bundesstraße 220 und die Bundesstraße 9.

## Geschichte

### Älteste urkundliche Erwähnung
Im Jahre 751/752 schenkte der fränkische Adelige Adalardus u. a. seinen Hof „cellina“ (Kellen) und den dazugehörigen Wald der Peterskirche zu Rindern, die mit dem Besitz Willibrords bald an das Kloster Echternach überging. Aus der Urkunde ist zu entnehmen, dass es sich beim Hof „cellina“ um ein herrschaftliches Gut, eine „villa“ handelte. Neben dem Haupthof „villa cellina“ (Hof Kellen) gab es noch weitere Unterhöfe, die zu Abgaben und Dienstleistungen verpflichtet waren. Der Hof Kellen lag an der Stelle, wo sich heute die Reithalle (Wilhelmstraße) befindet. Die Schenkungsurkunde bezeugt, dass es bereits im 8. Jahrhundert rund um die geestartige Erhöhung an der Alten Kirche eine Siedlung gab. Die Anfänge der Gemeinde Kellen liegen somit 1200 Jahre zurück.

### Alte Kirche Kellen

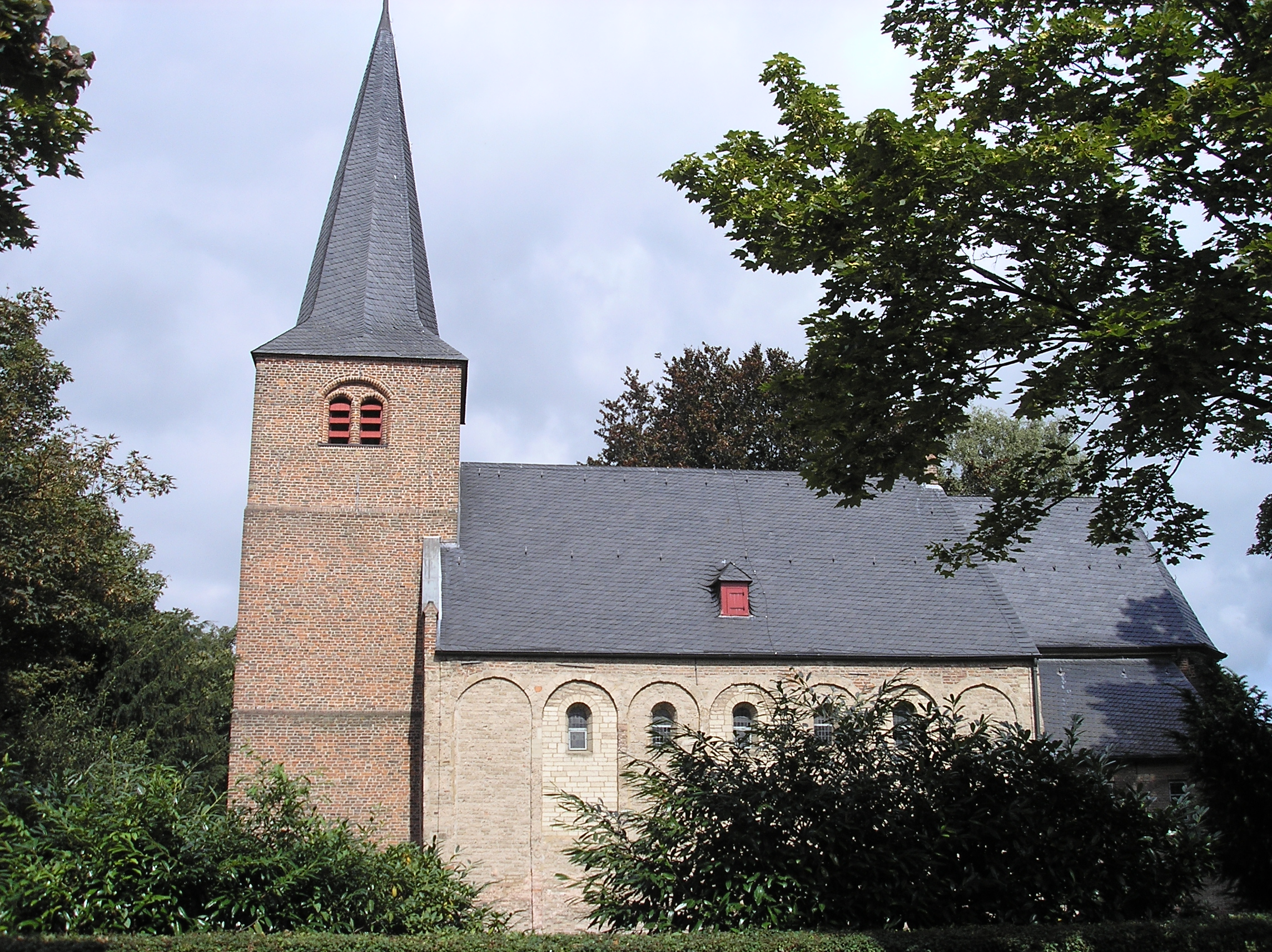
Alte Kirche Kellen

Im Turm der Alten Kirche befindet sich ein Memorienstein mit der Inschrift: „Am 3. Juni starb der Laie Grimoldus“. Dieser ehemalige Grabstein wird auf die 2. Hälfte des 10. Jahrhunderts datiert und ist somit ein Indiz für das Bestehen einer Kirche in Kellen nach 950. Durch Urkunden gesichert erfährt man erst rund 100 Jahre später von der Existenz eines Gotteshauses in Kellen. In einer Urkunde vom 6. Mai 1069 bestätigt Papst Alexander II. der Abtei Echternach die Besitzungen zu Rindern. Zur Rinderner Kirche gehörte damals u. a. die abhängige Kirchengemeinde „Kennele“ (Kellen).
An der heutigen Alten Kirche lassen sich mehrere Bauperioden deutlich unterscheiden: Das Chorquadrat verweist auf einen vorromanischen Bau hin, erhalten ist die Südwand aus Tuffwerk. Der heutige Kirchensaal entstand um das Jahr 1200, der gotische Chor stammt aus der Zeit um 1600. Die Kirche steht unter dem Patronat des heiligen Willibrord. Im Innern der Alten Kirche finden sich einige bedeutende Kunstwerke wie die Kanzel aus Eiche (1724), die Tabernakeltür aus Bronze von Wilhelm Schlüter (1950) und das Willibrord-Armreliquiar von Waldemar Kuhn (1955). Im Turm der Alten Kirche läutet die Willibrordglocke, die im Jahre 1438 gegossen wurde. In den 1980er-Jahren wurde eine umfassende Renovierung des alten Gotteshauses notwendig. Engagierte Bürger gründeten die „Bauhütte Alte Kirche“ und es gelang durch vielfältige Aktivitäten, die zur Restaurierung notwendigen Eigenmittel zu beschaffen.

### Amt Griethausen
In der Folge der Französischen Revolution und der sogenannten „Revolutionskriege“ wurde Kleve im Jahre 1794 durch französische Truppen besetzt. Im Frieden zu Basel, am 5. April 1795 zwischen dem preußischen König und Frankreich geschlossen, erhielten die Franzosen das Recht zugestanden, das linke Rheinufer militärisch besetzt zu halten. Zu Beginn blieb die preußische Zivilverwaltung bestehen, ab 1798 wurde jedoch die französische Zivilverwaltung eingeführt. Der Kreis Kleve bildete mit den Kreisen Aachen, Köln und Krefeld das „Departement de la Roer“. Ab 14. Mai 1800 wurden die sogenannten „Mairien“, Bürgermeisterämter, eingerichtet. Dies bedeutete für Kellen: Die Gemeinden Brienen, Kellen, Salmorth (mit Schenkenschanz), Warbeyen (mit der Bauerschaft Hurendeich) und Wardhausen wurden zum Amt Griethausen zusammengeschlossen. Das neue Amt erhielt den Namen nach der damals mit 600 Einwohnern größten Gemeinde, Griethausen. Die Gemeinde Kellen zählte zu Beginn des 19. Jahrhunderts nur 360 Einwohner. Die Zivilverwaltung aus dem Jahre 1800 blieb im Wesentlichen bis zur Kommunalreform 1969 bestehen.

### Industriegemeinde Kellen
Bis zum Ende des 19. Jahrhunderts war die Gemeinde Kellen ausschließlich von der Landwirtschaft geprägt. Dies änderte sich erst durch die Ansiedlung der Margarinewerke Van den Bergh (1888), Bensdorp (1901) und XOX/XOX-Gebäck im Jahre 1910.
Diese Fabriken brachten immer mehr Arbeitskräfte nach Kellen, für die dringend Wohnraum benötigt wurde. Es entstanden in der Folge immer mehr Wohnsiedlungen in Kellen. In nur 30 Jahren wuchs die Einwohnerzahl Kellens durch die Ansiedlung der Industriebetriebe von rund 600 auf 4000 im Jahre 1928, eine Zunahme um 650 %. Diese rasante Entwicklung Kellens zur Industriegemeinde brachte große strukturelle Probleme mit sich. Um diese Probleme zu lindern, wurde u. a. 1928 das sogenannte „Wohlfahrtshaus“ (heute: Altenheim St. Willibrord") errichtet, das u. a. die Funktionen einer Krankenstation, eines Kindergartens, einer Nähschule und einer Altenpflege übernahm. Da die Alte Kirche nicht mehr ausreichte, um die Kirchenbesucher aufzunehmen, entstand an der Ferdinandstraße eine neue Pfarrkirche, die am 19. November 1930 geweiht wurde. Rund um das neue Gotteshaus wurde am Reißbrett die neue Ortsmitte der Gemeinde Kellen konzipiert. Es entstanden in dieser Zeit die Willibrordschule (heute: Lehrerseminar), ein neuer Kindergarten und neue Wohnansiedlungen in unmittelbarer Kirchennähe.

### Das Ende der selbständigen Gemeinde Kellen
Aufgrund des wirtschaftlichen Erfolges der um 1900 angesiedelten Industrieunternehmen gab es im 20. Jahrhundert eine Vielzahl von Versuchen der Stadt Kleve, das Stadtgebiet auf Kosten der Gemeinde Kellen zu erweitern. Der erste Eingemeindungsversuch erfolgte im Jahre 1906. In den Wirren nach dem Ende des Zweiten Weltkrieges wurde durch den britischen Kreiskommandanten im April 1945 das Bürgermeisteramt Kleve-Kellen-Materborn gegründet. Doch die Kellener Bevölkerung war nicht bereit, diese Eingemeindung zu akzeptieren. Mit Erfolg: Das Oberverwaltungsgericht Münster hob am 23. Mai 1951 die Eingemeindung Kellens auf. Und da die Stadt Kleve nicht sofort bereit war, Kellen in die volle Selbständigkeit zu entlassen, kam es am 11. August 1951 zum denkwürdigen „Marsch auf Kleve“. Fast 2000 Kellener Bürger zogen mit Transparenten über die Emmericher Straße zum Rathaus nach Kleve, das sich zu dieser Zeit im heutigen Haus Koekkoek befand, und machten ihrem Unmut Luft. Ab dem 1. April 1952 hatten die Proteste Kellens ihr Ziel erreicht: Kellen wurde wieder selbständig als Teil des Amtes Griethausen. Das Gebäude der Amtsverwaltung befand sich an der Emmericher Straße (heute: Bundespolizei). Das Ende der selbständigen Gemeinde Kellen kam mit der Kommunalreform am 1. Juli 1969. Kellen ist seitdem ein Ortsteil der Kreisstadt Kleve.

## Bildung
Im Schatten der Alten Kirche begann das Schulwesen in Kellen. Den ersten „Unterricht“ erhielten die Kellener Kinder im alten Gotteshaus vom jeweiligen Ortspfarrer. Später wurde als Schulräumlichkeit eine „Kirchen-Schulhalle“ unmittelbar neben der Alten Kirche errichtet. Das Gebäude wurde im Jahre 1777 abgerissen und auf dem Grundstück „Kleine Gemeinde“ ein eigenes Schulgebäude gebaut. Zwischenzeitlich war die Lehrertätigkeit auf den jeweiligen Inhaber des Küsteramtes an der Alten Kirche übergegangen, da weder vom Küster- noch vom Lehreramt alleine eine Existenz gesichert werden konnte.
Mit der Einführung der Allgemeinen Schulpflicht im Jahre 1794 mussten die Lehrer, bevor sie ihres Amtes walten konnten, eine pädagogische Ausbildung nachweisen. Lehrer wie Samuel van Haag (1819–1861) und Heinrich de Witt (1838–1912), an den eine Straße in Kellen erinnert, unterrichteten an der einklassigen Schule an der Alten Kirche (heute: An der Kirche 40 / Ecke Kreuzhofstraße).
Mit der Entwicklung Kellens zur Industriegemeinde ging der stete Ausbau der Schulen einher: Gegen Ende des 19. Jahrhunderts errichtete man in der Dorfschule zwei und später dann drei Klassen. Im Jahre 1903 und 1910 entstanden in den Häusern An der Kirche 8a, 8b und 10 weitere Klassenräume. Mit dem Bau der „Außenschule“ (zweiklassig mit Lehrerwohnung), an der heutigen Overbergstraße, im Jahre 1906 wurde die Gemeinde Kellen in zwei Schulbezirke eingeteilt. Die Grenze bildete die Linie Ferdinand- und Reeser Straße. Der eine Teil der Schüler ging zur Schule an der Alten Kirche, der andere Teil zur neuen „Außenschule“. Da immer noch viele Unterrichtsräumlichkeiten benötigt wurden, erfolgte im Jahre 1923 eine Aufstockung der „Außenschule“ um 2 Stockwerke (4 Klassenräume, Aula und Hausmeisterwohnung). Aufgrund der vielen Eingänge wurde die Schule im Volksmund bald „Fuchsbau“ genannt. Ab dem Jahre 1929 lautete der Schulname „Overbergschule“.
Durch den Neubau der 1928 fertiggestellten Willibrordschule (Jungferngraben), standen Ende der 20er Jahre erstmals ausreichend Schulplätze für die Kinder der Gemeinde in Kellen zur Verfügung. Im Jahre 1931 teilte man die schulpflichtigen Kinder nach Geschlecht auf:
Die Willibrordschule wurde zur Mädchen- und die Overbergschule zur Knabenschule.
Von der alten „Außenschule“, der späteren Overbergschule, ist nichts erhalten geblieben. Sie musste einem Neubau weichen. Am 22. September 1964 erhielt das neue Schulgebäude (mit Turnhalle) den kirchlichen Segen und wurde seiner Bestimmung übergeben. Seit dem Schuljahresbeginn 1975/1976 befindet sich in den Räumen der ehemaligen Overbergschule die „Willibrord-Grundschule“ (Katholische Bekenntnisgrundschule).
Neben der Willibrord-Grundschule gibt es in Kellen in der Trägerschaft der Stadt Kleve folgende weiterführenden Schulen:
- Karl-Kisters-Realschule
- Konrad-Adenauer-Gymnasium

## Wirtschaft
Die Industriebetriebe, die den Wandel der Gemeinde Kellen vom Dorf zur Industriegemeinde ab dem Ende des 19. Jahrhunderts bewirkten, bestehen heute nicht mehr. Nach und nach schlossen XOX, Bensdorp und die Margarinewerke van den Bergh. Es folgte einer der führenden deutscher Hersteller von Kinderschuhen, die Schuhfabrik Heinrich Bause. Für die Kellener Bevölkerung bedeuteten die Werksschließungen einen herben Verlust, hatten die Industriebetriebe doch – zum Teil über Jahrzehnte – den Bürgern der Gemeinde Lohn und Auskommen gesichert.
Die ehemalige XOX-Keksfabrik wird heute von einer Vielzahl kleinerer Firmen und für kulturelle Projekte genutzt. Auch das von Wolfgang Paterok gegründete und geführte XOX-Theater Kleve hat dort seinen Sitz.
In der Gemeinde Kellen findet sich heute eine Vielzahl kleinerer und mittlerer Handwerks- und Dienstleistungsbetriebe, sowie einige größere Betriebe im landwirtschaftlichen Bereich.
Die Anbindung an den öffentlichen Nahverkehr ist über mehrere Buslinien gewährleistet. Der Bahnhof Kleve befindet sich rund einen Kilometer vom Ortskern entfernt. Vor Ort finden sich Allgemein- und Fachärztepraxen sowie mehrere Apotheken. Kellen verfügt über mehrere Kindergärten, eine Grundschule und drei weiterführende Schulen. Innerhalb des Gemeindegebietes sind ausreichend Gebiete als Baugrundstücke ausgewiesen und verfügbar.

## Freizeit
Kellen bietet eine Vielzahl von Möglichkeiten, sich in der Freizeit zu betätigen. Hier nur einige Vereinsangebote:
- Skateanlage van-den-Berg Straße
- Allgemeine Schützengesellschaft 1911 Kellen
- Ballspielverein DJK 1913/1920 Kellen (Fußball, Tischtennis, Tennis, Karate, Volleyball, Leichtathletik, Handball)
- Bürgerschützenverein 1952 Kellen
- Karnevalsgesellschaft Brejpott-Quaker Kellen
- Kellener Heimat- und Kulturverein Cellina
- Kellener Schützenverein e. V.
- Männergesangverein 1905 Kellen
- Naturpark Kellen
- Tennisclub Kellen
- TTC 1976 Kellen (Tischtennis)

Darüber hinaus gibt es in Kellen Wander- und Fahrradwege, insbesondere die alte Bahnstrecke Kleve-Spyck, auf der man zu Fuß oder per Fahrrad auf der ehemaligen Eisenbahnstrecke in gerader Linie von Kleve aus zur alten Griethausener Eisenbahnbrücke und von dort weiter den Altrhein entlang bis in die Niederlande gelangt.
Im Jahre 1985 wurde der Verein „Naturpark Kellen“ gegründet, der mit seinen ehrenamtlichen Helfern eine Parkanlage errichtet hat und betreut.
Weiter besteht mit dem Kellener Altrhein und seinen zahlreichen Kolken ein Gebiet, das nach der Fauna-Flora-Habitat-Richtlinie der EU unter Schutz gestellt worden ist.

## Kirchen
In Kellen gibt es sowohl eine katholische als auch eine evangelische Kirchengemeinde:
Die katholische Kirchengemeinde, mit der Alten Kirche an der Kreuzhofstraße und der neuen Pfarrkirche an der Ferdinandstraße, hatte bis zum Jahre 2005 den heiligen Willibrord als Patron. Nach dem Zusammenschluss der ehemals selbstständigen Kirchengemeinden St. Willibrord Kellen, St. Martinus Griethausen und St. Hermes Warbeyen trägt die neue Pfarrgemeinde den Namen: „Heilige Dreifaltigkeit Kleve“. Fälschlicherweise wird häufig die Bezeichnung Int Leeg benutzt, was nur eine umgangssprachliche Floskel darstellt. Dabei bezeichnet der Zusatz „Int Leeg“ (in der Niederung) die Lage der drei Ortschaften in der Rheinaue.
Zur evangelischen Kirchengemeinde Kleve gehört die Kellener Auferstehungskirche in der Jahnstraße 25. Dort befinden sich auch die Gemeinderäume und das evangelische Pfarramt. Pfarrer ist Achim Rohländer.

## Sehenswürdigkeiten
- Haus Schmithausen, ein kleines Rokoko-Schloss in der einstigen Bauerschaft Schmithausen

## Persönlichkeiten
- Wilhelm Jacob Gerpott (1827–1888), Ehrenbürgermeister, Beigeordneter, Rittergutsbesitzer und vertretungsweise Landrat des Kreises Kleve
- Hermann de Witt (1856–1909), in Kellen geborener Jurist und Mitglied des Deutschen Reichstags